# Andrena mariae
Andrena mariae är en biart som beskrevs av Robertson 1891. Andrena mariae ingår i släktet sandbin, och familjen grävbin. Inga underarter finns listade i Catalogue of Life.

## Bildgalleri

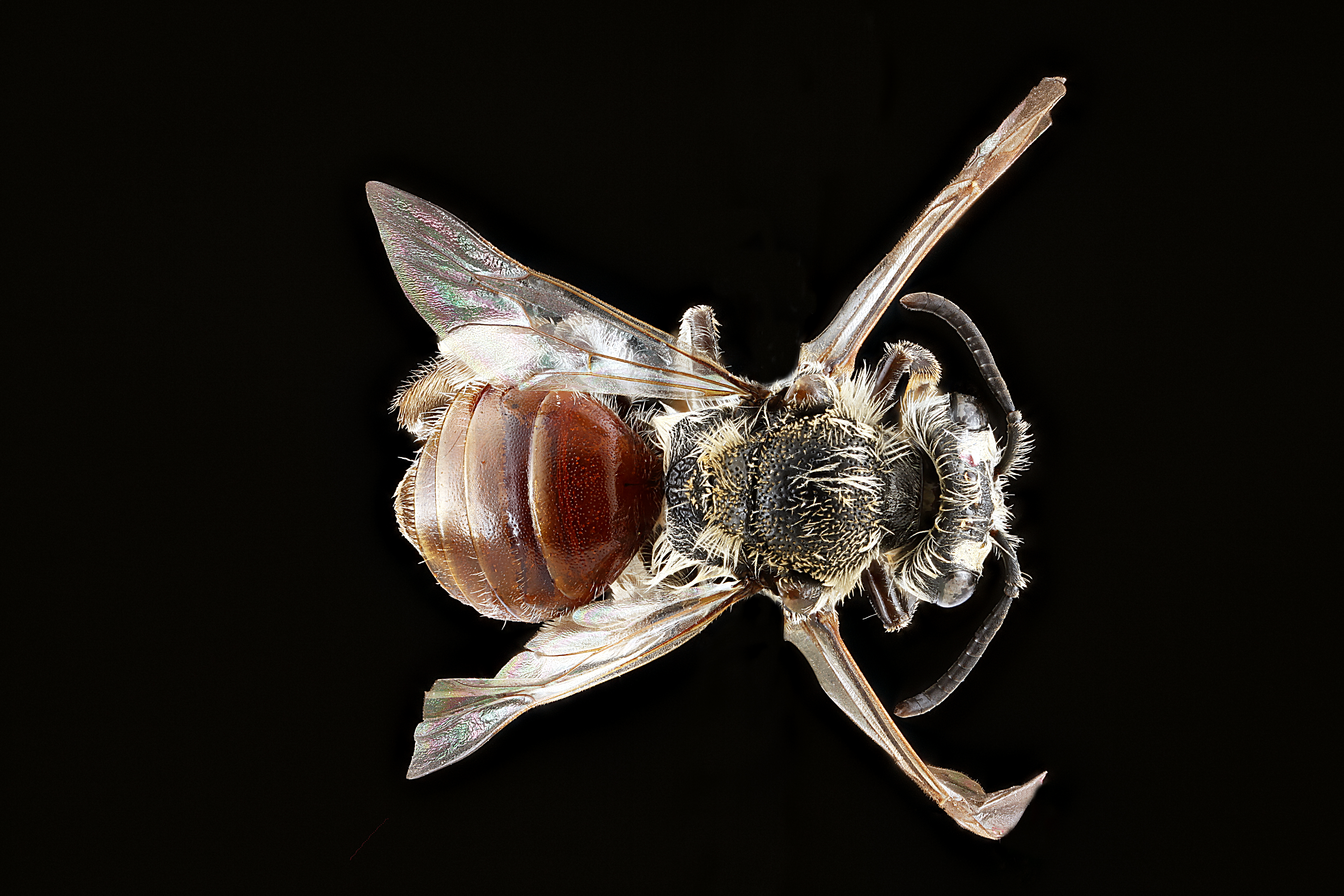